# Finn Winge Nielsen
Finn Winge Nielsen (født 19. september 1935 i Odense, død 7. oktober 2022) var en dansk maler og grafiker. Han blev uddannet på tegneskole hos Albert Elmstedt i Odense fra 1953 til 1955, Københavns Kunstakadami, malerskole hos Niels Lergaard 1962 og grafisk skole hos Holger J. Jensen 1963. Han boede og arbejdede på Langeland.
Finn Winge Nielsen er indlemmet på Danmarks Nationalgalleri SMK Statens Museum for Kunst.
Rejser: Norge 1958, Frankrig 1959 – 60, Holland 1969, Paris 1993 og Spanien 1995.

## Kunstkarriere
Finn Winge Nielsen arbejdede i sit voksenliv med serier som fortællende forløb. To samlede emner har stået som overskrift i forløbet af serierne: "Eksistens" og "Myte". Det er fællesbetegnelser for mere end 20 serier af forskellige antal arbejder fra 4 stk. til 24 stk. De har hver sin livshistorie at fortælle. 
Finn Winge Nielsen blev indlemmet i Den Kongelige Kobberstiksamling på Statens Museum for Kunst i 2023 med sit værk "Kunstner i atelier" fra 1973. Værket er en serie bestående af syv tuschtegninger under emnerne "Eksistens" og "Myte".
En anden stor serie er "Det europæiske menneske" som omhandler en lang række tolkninger af og om Jacques-Louis Davids maleri af "Den døde Marat i badekaret" fra 1793. Tolkningen er udført i mange forskellige materialer og indeholder 40 forskellige størrelser på arbejder, fra 315×240 cm. og nedefter. "Det europæiske menneske" har været udstillet på Galleri Asbæk, København 1991; Dansk Centralbibliotek for Sydslesvig, Flensborg, 1996; Oksbøl Kunstsal 1999.

## Bogudgivelse
Winge Nielsen udgav en bog i 2009 med titlen "Samlede løsblade". Forord til bogen er skrevet af Vagn Lundbye.

## Udstillinger
| Galleri                               | Udstillingsnavn                                 | Sted          | År        | Noter         |
| ------------------------------------- | ----------------------------------------------- | ------------- | --------- | ------------- |
| NOWHUSET                              | Vinterudstilling                                | Tranekær      | 2022      | [ 7 ]         |
| SAK Kunstbygning                      | Det Sørgende Menneske                           | Svendborg     | 2021      | [ 8 ]         |
| SAK Kunstbygning                      | EL DORADO                                       | Svendborg     | 2019      | [ 9 ]         |
| Dansk Centralbibliotek for Sydslesvig | 2 x Lundbye                                     | Flensborg     | 2018      | [ 10 ] [ 11 ] |
| Guld og Galleri                       | Guld, sort på hvidt                             | Peløkke       | 2011      | [ 12 ]        |
| Galleri Munken                        | Kunst og Kristendom                             | Løkken        | 2004      | [ 13 ]        |
| Byggeriets Hus                        | Homage - Vagn Lundbye                           | Frederiksberg | 2003      | [ 14 ]        |
| Musikteatret                          | Tidens Tand, Fortid/Fremtid/Nutid               | Holstebro     | 2001      |               |
| Kunstsalen Oksbøl                     | Marat, Det Europæiske Menneske                  |               | 1999      | [ 15 ]        |
| Dansk Centralbibliotek for Sydslesvig | Marat, Det Europæiske Menneske                  | Flensborg     | 1996      | [ 11 ]        |
| Rudkøbing Borgerhus                   | Offentlig ombud                                 | Rudkøbing     | 1995      |               |
| Galleri Anne Marie                    | Hyldest til Th.Lundbye - Fortabelsestemaer      | København     | 1994 – 97 |               |
| Galleri Asbæk                         | Marat, Det Europæiske Menneske                  | København     | 1990 – 91 |               |
| Rudkøbing Kirke                       | Dyr har Sjel - Dyregudstjeneste v. Vagn Lundbye | Langeland     | 1990      |               |
| Toldboden                             | Kerteminde                                      |               | 1983      |               |
| Inter Holstebro                       | Kryds & Kors                                    | Holstebro     | 1981 – 84 |               |
| Dansk Centralbibliotek for Sydslesvig | Arbejdsøvelser i serier                         | Flensborg     | 1980      |               |
| Alleshave                             | Debutudstilling                                 |               | 1970      |               |